# Alkmaion (Sohn des Sillos)
Alkmaion (altgriechisch Ἀλκμαίων Alkmaíōn [Alkmaí̯ɔːn]) ist eine Person der griechischen Mythologie.
Bei Pausanias ist Alkmaion der Sohn des Sillos, Enkel des Thrasymedes und Urenkel des Nestor. Von den Herakleiden wird er aus seiner Heimat Messenien vertrieben. Von ihm leitete sich das athenische Adelsgeschlecht der Alkmaioniden her, deren Vorfahren von Messenien nach Attika eingewandert sein sollen. 
Nach Angaben später Lexikographen soll Alkmaion ein Zeitgenosse des Theseus gewesen sein.